# Diego Sanchez
Diego Sanchez, né le 31 décembre 1981 à Albuquerque au Nouveau-Mexique, est un pratiquant américain d'arts martiaux mixtes (MMA) avec une expérience en lutte et en Gaidojutsu, un système de lutte soumission développé par son entraineur Greg Jackson. En 2008, Sanchez combat dans la catégorie des poids mi-moyens de l'Ultimate Fighting Championship.

## Parcours en arts martiaux mixtes

### Ultimate Fighting Championship
Diego Sanchez commence sa carrière au sein de l'UFC lors de la première saison de "The Ultimate Fighter", qui est une émission de télé-réalité crée par ladite promotion afin de se rapprocher du grand public, et qui se révélera être un grand succès, sauvant ainsi l'entreprise et la propulsant dans l'imaginaire collectif. Sanchez finit par gagner la finale face à Kenny Florian. Ce combat se déroule dans la catégorie des poids moyens de l'UFC (185 lb/84 kg). Avant la finale Diego attire l'attention par son comportement souvent étrange. Nous pouvons citer notamment ses séances de "Yoga-Bodybuilding" où il se recouvre d'huile et qu'il prend des poses où il contracte ses muscles.
Diego Sanchez affronte le dernier champion poids légers du Strikeforce avant sa fermeture définitive, Gilbert Melendez, lors de l'UFC 166 le 19 octobre 2013. Après avoir été dominé durant les deux premiers rounds, il remporte le dernier en réussissant à faire s'écrouler son adversaire sur un uppercut. Il n'arrive pas à finir le combat et le perd par décision unanime.
Pour son combat suivant, il affronte Miles Jury lors de l'UFC 171. Il perd ce combat par décision unanime, étant dominé debout lors des trois rounds du combat.

## Palmarès en arts martiaux mixtes
| 43 combats           | 30 victoires | 13 défaites |
| Par KO               | 10           | 4           |
| Par soumission       | 6            | 0           |
| Sur décision         | 13           | 9           |
| Par disqualification | 1            | 0           |

| Résultat | Record | Adversaire       | Méthode                                  | Événement                                                     | Date              | Round | Temps | Lieu                                       | Notes                                                                                   |
| -------- | ------ | ---------------- | ---------------------------------------- | ------------------------------------------------------------- | ----------------- | ----- | ----- | ------------------------------------------ | --------------------------------------------------------------------------------------- |
| Défaite  | 30-13  | Jake Matthews    | Décision unanime                         | UFC 253: Adesanya vs. Costa                                   | 26 septembre 2020 | 3     | 5:00  | Île de Yas, Abu Dhabi, Emirats Arabes Unis |                                                                                         |
| Victoire | 30-12  | Michel Pereira   | Disqualification (coup de genou illégal) | UFC Fight Night 167: Anderson vs. Blachowicz 2                | 15 février 2020   | 3     | 3:09  | Rio Rancho, Nouveau Mexique, États-Unis    |                                                                                         |
| Défaite  | 29-12  | Michael Chiesa   | Décision (Unanime)                       | UFC 235: Jones vs. Santos                                     | 6 juillet 2019    | 3     | 5:00  | Las Vegas, Nevada, États-Unis              |                                                                                         |
| Victoire | 29-11  | Mickey Gall      | TKO (coup de poing)                      | UFC 235: Jones vs. Smith                                      | 3 mars 2019       | 2     | 4:13  | Las Vegas, Nevada, États-Unis              | Performance de la soirée.                                                               |
| Défaite  | 27-10  | Al Iaquinta      | TKO (coups de poing)                     | UFC Fight Night: Swanson vs. Lobov                            | 22 avril 2017     | 1     | 3:44  | Nashville, Tennessee, États-Unis           |                                                                                         |
| Victoire | 27-9   | Marcin Held      | Décision unanime                         | The Ultimate Fighter Latin America 3 Finale                   | 5 novembre 2016   | 3     | 5:00  | Mexico, Mexique                            |                                                                                         |
| Défaite  | 26-9   | Joe Lauzon       | TKO (coups de poing)                     | UFC 200: Tate vs. Nunes                                       | 9 juillet 2016    | 1     | 1:26  | Las Vegas, Nevada, États-Unis              |                                                                                         |
| Victoire | 26-8   | Jim Miller       | Décision unanime                         | UFC 196: McGregor vs. Diaz                                    | 5 mars 2016       | 3     | 5:00  | Las Vegas, Nevada, États-Unis              |                                                                                         |
| Défaite  | 25-8   | Ricardo Lamas    | Décision unanime                         | The Ultimate Fighter: Latin America 2                         | 21 novembre 2015  | 3     | 5:00  | Monterrey, Mexique                         |                                                                                         |
| Victoire | 25-7   | Ross Pearson     | Décision partagée                        | UFC Fight Night: Henderson vs. Khabilov                       | 7 juin 2014       | 3     | 5:00  | Albuquerque, Nouveau-Mexique, États-Unis   |                                                                                         |
| Défaite  | 24-7   | Miles Jury       | Décision unanime                         | UFC 171 : Hendricks vs Lawler                                 | 15 mars 2014      | 3     | 5:00  | Dallas, Texas, États-Unis                  |                                                                                         |
| Défaite  | 24-6   | Gilbert Melendez | Décision unanime                         | UFC 166: Velasquez vs. Dos Santos 3                           | 19 octobre 2013   | 3     | 5:00  | Houston, Texas, États-Unis                 | Combat de la soirée                                                                     |
| Victoire | 24-5   | Takanori Gomi    | Décision partagée                        | UFC on Fuel TV: Silva vs. Stann                               | 3 mars 2013       | 3     | 5:00  | Saitama, Japon                             | Retour en poids léger Sanchez échoue à la limite de poids. Catchweight à 158 lb (72 kg) |
| Défaite  | 23-5   | Jake Ellenberger | Décision unanime                         | UFC on Fuel TV: Sanchez vs. Ellenberger                       | 15 février 2012   | 3     | 5:00  | Omaha, Nebraska, États-Unis                | Combat de la soirée                                                                     |
| Victoire | 23-4   | Martin Kampmann  | Décision unanime                         | UFC Live: Sanchez vs. Kampmann                                | 3 mars 2011       | 3     | 5:00  | Louisville, Kentucky, États-Unis           | Combat de la soirée                                                                     |
| Victoire | 22-4   | Paulo Thiago     | Décision unanime                         | UFC 121: Lesnar vs. Velasquez                                 | 23 octobre 2010   | 3     | 5:00  | Anaheim, Californie, États-Unis            | Combat de la soirée                                                                     |
| Défaite  | 21-4   | John Hathaway    | Décision unanime                         | UFC 114: Rampage vs. Evans                                    | 29 mai 2010       | 3     | 5:00  | Las Vegas, Nevada, États-Unis              | Retour en poids mi-moyen                                                                |
| Défaite  | 21-3   | BJ Penn          | TKO (arrêt du médecin)                   | UFC 107: Penn vs. Sanchez                                     | 12 décembre 2009  | 5     | 2:37  | Memphis, Tennessee, États-Unis             | Pour le titre poids légers de l'UFC                                                     |
| Victoire | 21-2   | Clay Guida       | Décision partagée                        | The Ultimate Fighter: United States vs. United Kingdom Finale | 20 juin 2009      | 3     | 5:00  | Las Vegas, Nevada, États-Unis              | Combat de la soirée                                                                     |
| Victoire | 20-2   | Joe Stevenson    | Décision unanime                         | UFC 95: Sanchez vs Stevenson                                  | 21 février 2009   | 3     | 5:00  | Londres, Angleterre                        | Début en poids léger Combat de la soirée                                                |
| Victoire | 19-2   | Luigi Fioravanti | TKO (coup de genou et coups de poing)    | The Ultimate Fighter 7 Finale                                 | 21 juin 2008      | 3     | 4:07  | Las Vegas, Nevada, États-Unis              |                                                                                         |
| Victoire | 18-2   | David Bielkheden | Soumission (coups de poing)              | UFC 82: Pride of a Champion                                   | 1er mars 2008     | 1     | 4:43  | Columbus, Ohio, États-Unis                 |                                                                                         |
| Défaite  | 17-2   | Jon Fitch        | Décision partagée                        | UFC 76: Knockout                                              | 22 septembre 2007 | 3     | 5:00  | Anaheim, Californie, États-Unis            |                                                                                         |
| Défaite  | 17-1   | Josh Koscheck    | Décision unanime                         | UFC 69: Shootout                                              | 7 avril 2007      | 3     | 5:00  | Houston, Texas, États-Unis                 |                                                                                         |
| Victoire | 17-0   | Joe Riggs        | KO (coup de genou)                       | UFC Fight Night 7                                             | 13 décembre 2006  | 1     | 1:45  | San Diego, Californie, États-Unis          |                                                                                         |
| Victoire | 16-0   | Karo Parisyan    | Décision unanime                         | UFC Fight Night 6                                             | 17 août 2006      | 3     | 5:00  | Las Vegas, Nevada, États-Unis              | Combat de la soirée Combat de l'année                                                   |
| Victoire | 15-0   | John Alessio     | Décision unanime                         | UFC 60: Hughes vs. Gracie                                     | 27 mai 2006       | 3     | 5:00  | Los Angeles, Californie, États-Unis        |                                                                                         |
| Victoire | 14-0   | Nick Diaz        | Décision unanime                         | The Ultimate Fighter 2 Finale                                 | 5 novembre 2005   | 3     | 5:00  | Las Vegas, Nevada, États-Unis              |                                                                                         |
| Victoire | 13-0   | Brian Gassaway   | Soumission (coups de poing)              | UFC 54: Boiling Point                                         | 20 août 2005      | 2     | 1:56  | Las Vegas, Nevada, États-Unis              | Retour en poids mi-moyen                                                                |
| Victoire | 12-0   | Kenny Florian    | TKO (coups de poing)                     | The Ultimate Fighter 1                                        | 9 avril 2005      | 1     | 2:46  | Las Vegas, Nevada, États-Unis              | Remporte la première saison de The Ultimate Fighter en poids moyen.                     |
| Victoire | 11-0   | Jorge Santiago   | Décision unanime                         | KOTC 37: Unfinished Business                                  | 12 juin 2004      | 3     | 5:00  | San Jacinto, Californie, États-Unis        | Défend le titre poids moyens du KOTC.                                                   |
| Victoire | 10-0   | Ray Elbe         | Soumission (Coups)                       | KOTC 36: Albuquerque                                          | 15 mai 2004       | 1     | 1:07  | Albuquerque, Nouveau-Mexique, États-Unis   | Remporte le titre poids mi-moyens du KOTC.                                              |
| Victoire | 9-0    | Travis Beachler  | TKO (coups de poing)                     | Pride of Albuquerque                                          | 10 avril 2004     | 3     | 0:35  | Albuquerque, Nouveau-Mexique, États-Unis   |                                                                                         |
| Victoire | 8-0    | Cruz Chacon      | Soumission (étranglement arrière)        | KOTC 35: Acoma                                                | 28 février 2004   | 1     | 0:41  | Acoma, Nouveau-Mexique, États-Unis         |                                                                                         |
| Victoire | 7-0    | John Cronk       | Soumission (kimura)                      | KOTC 26: Gladiator Challenge                                  | 3 août 2003       | 2     | 1:30  | Las Cruces, Nouveau-Mexique, États-Unis    |                                                                                         |
| Victoire | 6-0    | Rene Kronvold    | Soumission (clé de bras)                 | KOTC 24: Mayhem                                               | 14 juin 2004      | 1     | 3:39  | Albuquerque, Nouveau-Mexique, États-Unis   |                                                                                         |
| Victoire | 5-0    | Mike Guymon      | Soumission (clé de bras)                 | KOTC 23: Sin City                                             | 16 mai 2003       | 1     | 4:57  | Las Vegas, Nevada, États-Unis              |                                                                                         |
| Victoire | 4-0    | Jake Short       | TKO (coups de poing)                     | KOTC 21: Invasion                                             | 21 février 2003   | 1     | 2:34  | Albuquerque, Nouveau-Mexique, États-Unis   |                                                                                         |
| Victoire | 3-0    | Shannon Ritch    | Soumission (étranglement arrière)        | KOTC 20: Crossroads                                           | 15 décembre 2003  | 1     | 1:01  | Bernalillo, Nouveau-Mexique, États-Unis    |                                                                                         |
| Victoire | 2-0    | Jesus Sanchez    | KO (coups de poing)                      | Aztec Challenge 1                                             | 6 septembre 2002  | 2     | 2:33  | Ciudad Juárez, Mexique                     |                                                                                         |
| Victoire | 1-0    | Michael Johnson  | Soumission (étranglement arrière)        | Ring of Fire 5: Predators                                     | 21 juin 2002      | 1     | 3:45  | Denver, Colorado, États-Unis               |                                                                                         |